# Драгољуб Радосављевић Топлица
Драгољуб Радосављевић Топлица (Прокупље, 26. септембар 1919 – Ображда, код Бојника, 10. децембар 1942), учесник Народноослободилачке борбе и народни херој Југославије.

## Биографија
Рођен је 26. септембра 1919. године у Прокупљу. Потицао је из занатлијске породице. Основну школу учио је у родном месту, а машинско-браварски и пушкарски занат је учио од свог оца Димитрија. Године 1940. се запослио у једном металском предузећу у Београду.
Иако се у Београду није дуго задржао, ту се међу младим радницима упознао са револуционарним радничким покретом и постао члан Савеза комунистичке омладине Југославије (СКОЈ). После повратка из Београда, живео је и радио у родном месту.
Као члан СКОЈ-а, после окупације Југославије, 1941. године, активно је учествовао у организовању устанка у Топличком крају – сакупљао је оружје, растурао партијски материјал и др. У току лета је био члан једне месне партизанске десетине у Прокупљу, са којом је учествовао у многим диверзантским акцијама и у рушењу пруге од Дољевца до Брестовца, и од Мале Плане према Куршумлији.
Септембра 1941. године ступио је Топлички партизански одред и са њим учествовао у многим борбама, међу којима се истичу – уништење намачких авиона на Булатовцу и разоружавању жандарма у Житорађи и Великој Плани. Био је изузетно храбар борац, па му је био додељен пушкомитраљез, а саборци су га прозвали „Топлица“, по народном јунаку Милану Топлици. Истакао се и у борбама за ослобођење Прокупља, 9. октобра 1941. године, у борбама са четницима на Бублици и Здравинској коси, као и у борбама за ослобођење Блаца, Куршумлије и рудника Леце. Крајем 1941. године примљен је у чланство Комунистичке партије Југославије (КПЈ).
Почетком 1942. године, прешао је у Јабланичко-пасјачки партизански одред, где се истакао у диверзантским акцијама, које је водио овај одред, током друге половине 1942. године. У јесен 1942. године, Одред је имао велики број рањеника, па је било одлучено да се они привремено склоне у тунелу рудника Леце. Драгослав је тада био одређен, да са групом партизана, брине о безбедности рањеника и са њима је провео 17 данан у тунелу рудника.
Почетком децембра 1942. године, на терену Пусте реке, испод планине Рађан, улогориле су се две чете Српске државне страже – једна се налазила у селу Слишану, а друга у Боринцима. Чета из села Боринце се 10. децембра пребацила у близину села Ображде, где се тада налазио део Јабланичке чете Јабланичко-пасјачког партизанског одреда. Штаб одреда је тада донео одлуку о нападу на недићевце, који су се изненађени нападом дали у бекство. За то време, друга чета недићеваца је пошла у помоћ првој и из другог правца изненадила партизане, који су се после акције враћали ка планини.
Недићевци су тада са једног узвишења изненада отворили ватру на партизанску колону. Борци Јабланичко-пасјачког одреда прихватили су борбу и непријатеља поново натерали на повлачење. У току ове борбе, погинуо је Драгољуб Радосављевић Топлица, у тренутку кад се дигао да баци бомбу на непријатеља.
После ослобођења, 1955. године, његови посмртни остаци су пренети и сахрањени у Прокупљу.
Указом Президијума Народне скупштине Федеративне Народне Републике Југославије, 5. јула 1951. године, проглашен је за народног хероја.